# مارلين دوماس
مارلين دوماس (بالهولندية: Marlene Dumas)‏ هي رسامة هولندية، ولدت في 3 أغسطس 1953 في كيب تاون في جنوب أفريقيا.

## وصلات خارجية
- الموقع الرسمي
- مارلين دوماس على موقع IMDb (الإنجليزية)
- مارلين دوماس على موقع مونزينجر (الألمانية)
- مارلين دوماس على موقع ديسكوغز (الإنجليزية)
- مارلين دوماس على موقع قاعدة بيانات الفيلم (الإنجليزية)